# アルピーナ (ミシガン州)
アルピーナ（英: Alpena、[ælˈpiːnə]）は、アメリカ合衆国ミシガン州ロウアー半島の北端近くアルピーナ郡に位置する都市であり、同郡の郡庁所在地である。北ミシガンに属すると見なされている。市内にサンダー湾国定水上保護区がある。2010年国勢調査での人口は10,483 人だった。夏の間は多くの観光客が訪れ、一時的に人口が膨れ上がる。
アルピーナの人口は少ないが、人口の少ないミシガン州ロウアー半島北東部にあって、これまで最大の都市であり、商業と文化の中心となっている。北ミシガンではトラバースシティと共に、基幹的存在の2都市であると見なされている。アルピーナ地域医療センターは連邦政府に指定された田園部地域医療委託センターであり、市内では大手雇用主である。

## 歴史

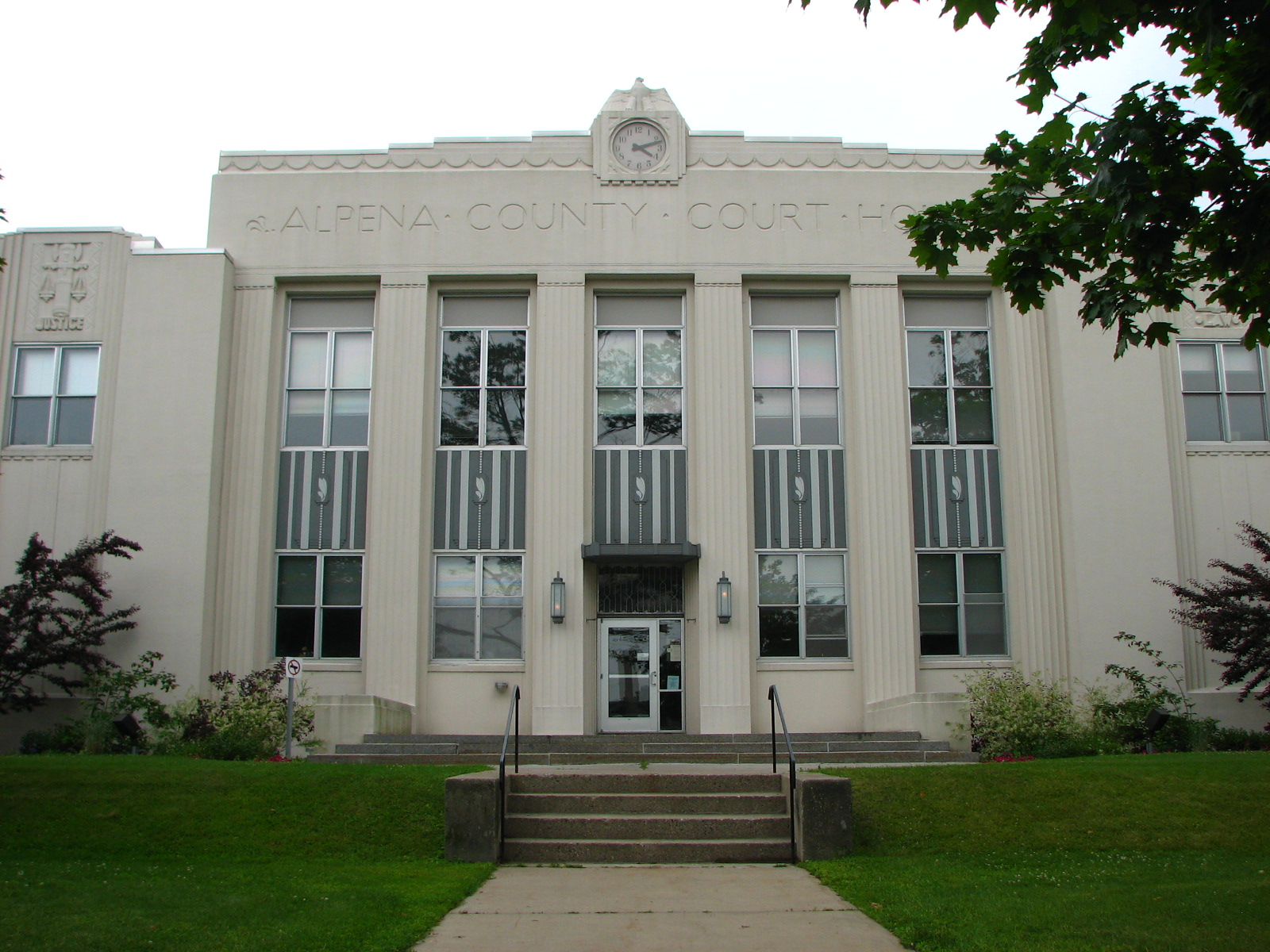
アルピーナ郡庁舎

アルピーナは当初の1840年に設立されたアニミッキー郡に属しており、それが1843年にアルピーナに改名された。この名前は、ヘンリー・スクールクラフトが考案したインディアン言語に似せた造語であり、「良い猟鳥の国」というような意味だった。当時、ミシガン州の郡の多くを改名しようという大きな動きの中でのことだった。
アルピーナがある地域はミシガン州の東海岸にあることから「日の出側」と呼ばれ、まず商業漁業が興り、いまでも広範な商業漁業活動が行われている。後にミシガン州の大半と同様に1800年代の製材業の時代によって形作られた。今日のアルピーナは世界でも最大級である石灰岩の石切り場で知られており、ラファージュ社が所有・運営し、セメントの製造社、輸出社となっている。セメント工場は一時期世界最大級だったが、現在は年産約300万トンのセメントを生産する能力があり、ラファージュ社としては北アメリカで最大の工場である。また、コンクリート・ブロック製造機械のメーカーであるベッサー社の世界本社がアルピーナにある。観光業（釣り、猟、キャンプ、各種ウォータースポーツ）もアルピーナの経済にとって重要である。
2007年2月、雑誌「ビズジャーナルズ」がアルピーナを、五大湖地域で最もホットな退職後の目的地に含めた。全国的には第44位だった。
市内には多くの著名な建物がある。例えばアール・デコ調のアルピーナ郡庁舎や、アメリカ合衆国では最古クラスのシナゴーグであるテンプル・ベス・エルがある。

## 地理と気候
アメリカ合衆国国勢調査局に拠れば、市域全面積は9.23平方マイル (23.91 km2)であり、このうち陸地8.54平方マイル (22.12 km2)、水域は0.69平方マイル (1.79 km2)で水域率は7.49%である。ヒューロン湖のサンダー湾沿いにあり、市の周りはアルピーナ郡区になっている。
自然資源へのアクセスや水上交通がアルピーナの発展にとって重要だった。アルピーナの周りには標識灯や灯台が多い。
| アルピーナ郡地域空港（1981年-2010年平均、最大最小値は1916年以降）の気候 | アルピーナ郡地域空港（1981年-2010年平均、最大最小値は1916年以降）の気候 | アルピーナ郡地域空港（1981年-2010年平均、最大最小値は1916年以降）の気候 | アルピーナ郡地域空港（1981年-2010年平均、最大最小値は1916年以降）の気候 | アルピーナ郡地域空港（1981年-2010年平均、最大最小値は1916年以降）の気候 | アルピーナ郡地域空港（1981年-2010年平均、最大最小値は1916年以降）の気候 | アルピーナ郡地域空港（1981年-2010年平均、最大最小値は1916年以降）の気候 | アルピーナ郡地域空港（1981年-2010年平均、最大最小値は1916年以降）の気候 | アルピーナ郡地域空港（1981年-2010年平均、最大最小値は1916年以降）の気候 | アルピーナ郡地域空港（1981年-2010年平均、最大最小値は1916年以降）の気候 | アルピーナ郡地域空港（1981年-2010年平均、最大最小値は1916年以降）の気候 | アルピーナ郡地域空港（1981年-2010年平均、最大最小値は1916年以降）の気候 | アルピーナ郡地域空港（1981年-2010年平均、最大最小値は1916年以降）の気候 | アルピーナ郡地域空港（1981年-2010年平均、最大最小値は1916年以降）の気候 |
| 月                                                                      | 1月                                                                     | 2月                                                                     | 3月                                                                     | 4月                                                                     | 5月                                                                     | 6月                                                                     | 7月                                                                     | 8月                                                                     | 9月                                                                     | 10月                                                                    | 11月                                                                    | 12月                                                                    | 年                                                                      |
| ----------------------------------------------------------------------- | ----------------------------------------------------------------------- | ----------------------------------------------------------------------- | ----------------------------------------------------------------------- | ----------------------------------------------------------------------- | ----------------------------------------------------------------------- | ----------------------------------------------------------------------- | ----------------------------------------------------------------------- | ----------------------------------------------------------------------- | ----------------------------------------------------------------------- | ----------------------------------------------------------------------- | ----------------------------------------------------------------------- | ----------------------------------------------------------------------- | ----------------------------------------------------------------------- |
| 最高気温記録 °F （°C）                                                  | 62 (17)                                                                 | 65 (18)                                                                 | 87 (31)                                                                 | 90 (32)                                                                 | 94 (34)                                                                 | 104 (40)                                                                | 106 (41)                                                                | 102 (39)                                                                | 99 (37)                                                                 | 90 (32)                                                                 | 77 (25)                                                                 | 65 (18)                                                                 | 106 (41)                                                                |
| 平均最高気温 °F （°C）                                                  | 26.8 (−2.9)                                                             | 29.3 (−1.5)                                                             | 38.3 (3.5)                                                              | 52.3 (11.3)                                                             | 64.5 (18.1)                                                             | 74.5 (23.6)                                                             | 79.4 (26.3)                                                             | 77.0 (25)                                                               | 68.9 (20.5)                                                             | 55.9 (13.3)                                                             | 43.1 (6.2)                                                              | 31.7 (−0.2)                                                             | 53.5 (11.9)                                                             |
| 平均最低気温 °F （°C）                                                  | 11.5 (−11.4)                                                            | 11.4 (−11.4)                                                            | 19.2 (−7.1)                                                             | 31.0 (−0.6)                                                             | 40.5 (4.7)                                                              | 49.7 (9.8)                                                              | 55.3 (12.9)                                                             | 53.7 (12.1)                                                             | 46.5 (8.1)                                                              | 36.4 (2.4)                                                              | 28.3 (−2.1)                                                             | 18.4 (−7.6)                                                             | 33.5 (0.8)                                                              |
| 最低気温記録 °F （°C）                                                  | −28 (−33)                                                               | −37 (−38)                                                               | −27 (−33)                                                               | −7 (−22)                                                                | 20 (−7)                                                                 | 27 (−3)                                                                 | 34 (1)                                                                  | 29 (−2)                                                                 | 23 (−5)                                                                 | 12 (−11)                                                                | −6 (−21)                                                                | −27 (−33)                                                               | −37 (−38)                                                               |
| 降水量 inch （mm）                                                      | 1.66 (42.2)                                                             | 1.32 (33.5)                                                             | 1.86 (47.2)                                                             | 2.39 (60.7)                                                             | 2.67 (67.8)                                                             | 2.62 (66.5)                                                             | 3.03 (77)                                                               | 3.23 (82)                                                               | 2.92 (74.2)                                                             | 2.61 (66.3)                                                             | 2.10 (53.3)                                                             | 1.75 (44.4)                                                             | 28.16 (715.3)                                                           |
| 降雪量 inch （cm）                                                      | 21.3 (54.1)                                                             | 17.5 (44.5)                                                             | 12.2 (31)                                                               | 5.8 (14.7)                                                              | 0.2 (0.5)                                                               | 0.0 (0)                                                                 | 0.0 (0)                                                                 | 0.0 (0)                                                                 | 0.0 (0)                                                                 | 0.4 (1)                                                                 | 7.7 (19.6)                                                              | 19.2 (48.8)                                                             | 84.3 (214.1)                                                            |
| 平均降水日数 （≥0.01 in）                                               | 14.9                                                                    | 11.2                                                                    | 11.2                                                                    | 11.4                                                                    | 11.8                                                                    | 10.8                                                                    | 10.5                                                                    | 10.2                                                                    | 12.0                                                                    | 13.4                                                                    | 13.8                                                                    | 14.2                                                                    | 145.4                                                                   |
| 平均降雪日数 （≥0.1 in）                                                | 15.7                                                                    | 12.2                                                                    | 8.0                                                                     | 3.5                                                                     | 0.3                                                                     | 0.0                                                                     | 0.0                                                                     | 0.0                                                                     | 0.0                                                                     | 0.8                                                                     | 6.3                                                                     | 13.6                                                                    | 60.4                                                                    |
| % 湿度                                                                  | 76.2                                                                    | 73.3                                                                    | 71.6                                                                    | 66.8                                                                    | 66.0                                                                    | 70.5                                                                    | 71.0                                                                    | 76.1                                                                    | 78.5                                                                    | 76.4                                                                    | 78.2                                                                    | 79.6                                                                    | 73.7                                                                    |
| 平均月間日照時間                                                        | 108.8                                                                   | 133.5                                                                   | 195.5                                                                   | 222.9                                                                   | 279.5                                                                   | 294.6                                                                   | 316.9                                                                   | 257.1                                                                   | 193.9                                                                   | 143.5                                                                   | 82.8                                                                    | 73.9                                                                    | 2,302.9                                                                 |
| 日照率                                                                  | 38                                                                      | 46                                                                      | 53                                                                      | 55                                                                      | 61                                                                      | 63                                                                      | 67                                                                      | 59                                                                      | 52                                                                      | 42                                                                      | 29                                                                      | 27                                                                      | 52                                                                      |
| 出典：NOAA (湿度・日照 1961–1990)                                       |                                                                         |                                                                         |                                                                         |                                                                         |                                                                         |                                                                         |                                                                         |                                                                         |                                                                         |                                                                         |                                                                         |                                                                         |                                                                         |

| アルピーナ（中心街に近い水処理工場、1981年-2010年平均）の気候 | アルピーナ（中心街に近い水処理工場、1981年-2010年平均）の気候 | アルピーナ（中心街に近い水処理工場、1981年-2010年平均）の気候 | アルピーナ（中心街に近い水処理工場、1981年-2010年平均）の気候 | アルピーナ（中心街に近い水処理工場、1981年-2010年平均）の気候 | アルピーナ（中心街に近い水処理工場、1981年-2010年平均）の気候 | アルピーナ（中心街に近い水処理工場、1981年-2010年平均）の気候 | アルピーナ（中心街に近い水処理工場、1981年-2010年平均）の気候 | アルピーナ（中心街に近い水処理工場、1981年-2010年平均）の気候 | アルピーナ（中心街に近い水処理工場、1981年-2010年平均）の気候 | アルピーナ（中心街に近い水処理工場、1981年-2010年平均）の気候 | アルピーナ（中心街に近い水処理工場、1981年-2010年平均）の気候 | アルピーナ（中心街に近い水処理工場、1981年-2010年平均）の気候 | アルピーナ（中心街に近い水処理工場、1981年-2010年平均）の気候 |
| 月                                                            | 1月                                                           | 2月                                                           | 3月                                                           | 4月                                                           | 5月                                                           | 6月                                                           | 7月                                                           | 8月                                                           | 9月                                                           | 10月                                                          | 11月                                                          | 12月                                                          | 年                                                            |
| ------------------------------------------------------------- | ------------------------------------------------------------- | ------------------------------------------------------------- | ------------------------------------------------------------- | ------------------------------------------------------------- | ------------------------------------------------------------- | ------------------------------------------------------------- | ------------------------------------------------------------- | ------------------------------------------------------------- | ------------------------------------------------------------- | ------------------------------------------------------------- | ------------------------------------------------------------- | ------------------------------------------------------------- | ------------------------------------------------------------- |
| 平均最高気温 °F （°C）                                        | 27.9 (−2.3)                                                   | 29.6 (−1.3)                                                   | 37.3 (2.9)                                                    | 50.0 (10)                                                     | 61.2 (16.2)                                                   | 71.5 (21.9)                                                   | 77.0 (25)                                                     | 76.0 (24.4)                                                   | 68.3 (20.2)                                                   | 55.8 (13.2)                                                   | 43.5 (6.4)                                                    | 32.5 (0.3)                                                    | 52.6 (11.4)                                                   |
| 平均最低気温 °F （°C）                                        | 13.3 (−10.4)                                                  | 13.5 (−10.3)                                                  | 21.4 (−5.9)                                                   | 33.4 (0.8)                                                    | 43.7 (6.5)                                                    | 53.8 (12.1)                                                   | 59.3 (15.2)                                                   | 58.0 (14.4)                                                   | 50.6 (10.3)                                                   | 39.6 (4.2)                                                    | 30.0 (−1.1)                                                   | 20.1 (−6.6)                                                   | 36.4 (2.4)                                                    |
| 降水量 inch （mm）                                            | 1.93 (49)                                                     | 1.39 (35.3)                                                   | 1.73 (43.9)                                                   | 2.59 (65.8)                                                   | 2.95 (74.9)                                                   | 2.69 (68.3)                                                   | 3.14 (79.8)                                                   | 3.47 (88.1)                                                   | 3.21 (81.5)                                                   | 2.68 (68.1)                                                   | 2.22 (56.4)                                                   | 1.88 (47.8)                                                   | 29.88 (759)                                                   |
| 平均降水日数 （≥0.01 in）                                     | 16.9                                                          | 12.4                                                          | 10.7                                                          | 11.7                                                          | 12.8                                                          | 11.6                                                          | 10.9                                                          | 11.7                                                          | 13.0                                                          | 14.5                                                          | 14.9                                                          | 15.2                                                          | 156.3                                                         |
| 出典：NOAA                                                    |                                                               |                                                               |                                                               |                                                               |                                                               |                                                               |                                                               |                                                               |                                                               |                                                               |                                                               |                                                               |                                                               |

## 交通

### 航空

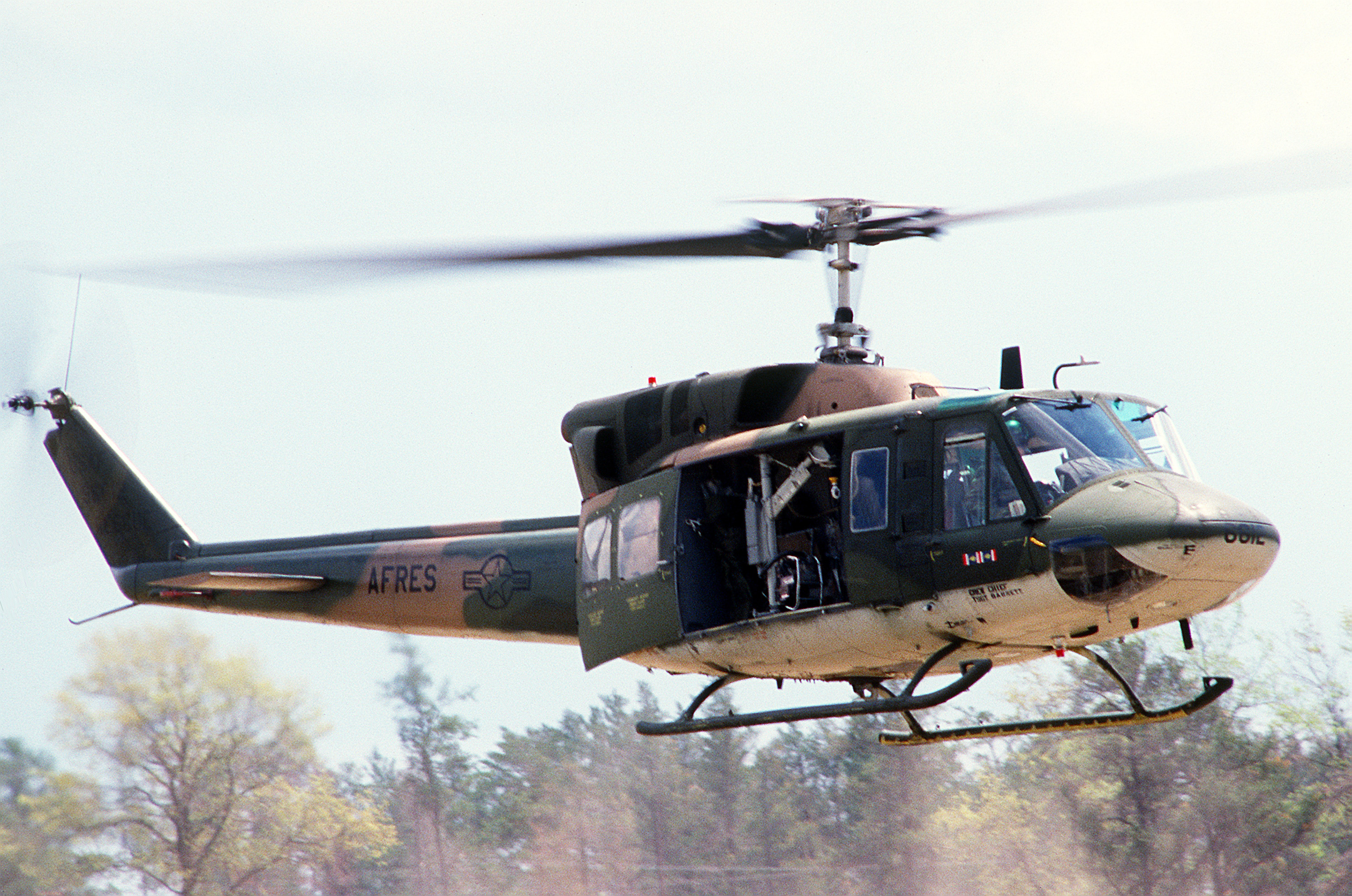
アメリカ空軍予備役隊のヘリコプター、ベル HH-1N ヒューイ (s/n 69-6612)、フェルプス・コリンズ州軍空軍基地での予備役救援演習で、曲芸飛行のために離陸するところ

アルピーナ郡地域空港 (IATA: APN, ICAO: KAPN, FAA LID: APN) は、ミシガン州ロウアー半島北東部では主要な商業空港であり、毎日、デトロイトやミネアポリス・セントポール都市圏に向けて、エンデバー航空がデルタ・コネクションを運航している。アルピーナ市中央事業地区の西6マイル (10 km) のウィルソン郡区に位置する公共用途空港である。ミシガン州軍空軍のアルピーナ戦闘即応訓練センターがこの空港を共同利用している。

### 鉄道
アルピーナはレイクステイト鉄道（元デトロイト・アンド・マッキノー鉄道、D&M）が通っている。以前にアルピーナに通っていた鉄道は、製材会社のアルジャー・スミス・アンド・カンパニーが建設、所有していた。デトロイト・ベイシティ・アンド・アルピーナ鉄道は1886年頃に南からアルピーナに入った。他に、アルピーナ・アンド・ノーザン鉄道もあった。

### バス
インディアン・トレイルズ社が、セントイグネイスとベイシティの間で、毎日都市間バスを運行している。その経路は、アムトラック・スルウェイ・モーターコーチの運行経路に重なっている。

### 主要高規格道路
- アメリカ国道23号線は、ヒューロン湖の岸に沿って走り、アルピーナを通っている。「サンライズサイド・コースタル・ハイウェイ」と呼ばれており、ヒューロン湖の岸に並行して走っている。北ではグランド湖とロング湖を通過し、ロジャーズシティとシボイガンを通ってマキノーシティに至り、州間高速道路75号線とマキナック橋で終端となる。アルピーナの南のスコーベイを通過する時に北緯45度線を示す標識がある。すなわち北極点までの中間点にあることを示している[23]。アメリカ合衆国にはこのような標識が29か所あり、ミシガン州にある6か所の1つである[24]。国道23号線を南に進むとオシニキに至り、さらにオスコダからタワスシティに進む。スタンディッシュ近くで州間高速道路75号線と合流して州南部に向かう。

- ミシガン州道32号線はアルピーナ市中心街を通り、ミシガン湖からヒューロン湖までロウアー半島北部を東西に横切る100マイル (160 km) の道路である。アメリカ国道23号線が東の終端である。
- ミシガン州道65号線は、湖岸の村や町を抜けて曲がりくねったアメリカ国道23号線よりも、より直線的に南に下る道路である。アルピーナの西数マイルを通り、北はロジャーズシティに抜けている。

## 人口動態

### 2010年国勢調査
以下は2010年国勢調査による人口統計データである。
| 基礎データ - 人口: 10,483 人 - 世帯数: 4,734 世帯 - 家族数: 2,565 家族 - 人口密度: 473.9人/km2（1,227.5人/mi2） - 住居数: 5,278 軒 - 住居密度: 238.6軒/km2（618.0軒/mi2） 人種別人口構成 - 白人: 96.8% - アフリカン・アメリカン: 0.5% - ネイティブ・アメリカン: 0.4% - アジア人: 0.7% - 太平洋諸島系: 0.1% - その他の人種: 0.1% - 混血: 1.4% - ヒスパニック・ラテン系: 1.0% | 年齢別人口構成 - 18歳未満: 20.7% - 18-24歳: 9.4% - 25-44歳: 22.7% - 45-64歳: 27.9% - 65歳以上: 19.4% - 年齢の中央値: 43歳 - 性比（女性100人あたり男性の人口） - 総人口: 91.2 世帯と家族（対世帯数） - 18歳未満の子供がいる: 24.8% - 結婚・同居している夫婦: 38.3% - 未婚・離婚・死別女性が世帯主: 12.2% - 非家族世帯: 45.8% - 単身世帯: 39.4% - 65歳以上の老人1人暮らし: 17.2% - 平均構成人数 - 世帯: 2.13人 - 家族: 2.84人 |

### 2000年国勢調査
以下は2000年国勢調査による人口統計データである。
| 基礎データ - 人口: 11,304 人 - 世帯数: 4,874 世帯 - 家族数: 2,865 家族 - 人口密度: 520.8人/km2（1,348.9 人/mi2） - 住居数: 5,200 軒 - 住居密度: 239.6軒/km2（620.5 軒/mi2） 人種別人口構成 - 白人: 97.66% - アフリカン・アメリカン: 0.42% - ネイティブ・アメリカン: 0.43% - アジア人: 0.48% - 太平洋諸島系: 0.01% - その他の人種: 0.09% - 混血: 0.91% - ヒスパニック・ラテン系: 0.59% | 年齢別人口構成 - 18歳未満: 23.0% - 18-24歳: 9.2% - 25-44歳: 26.5% - 45-64歳: 21.7% - 65歳以上: 19.6% - 年齢の中央値: 40歳 - 性比（女性100人あたり男性の人口） - 総人口: 88.9 - 18歳以上: 85.4 世帯と家族（対世帯数） - 18歳未満の子供がいる: 26.9% - 結婚・同居している夫婦: 44.1% - 未婚・離婚・死別女性が世帯主: 11.5% - 非家族世帯: 41.2% - 単身世帯: 35.9% - 65歳以上の老人1人暮らし: 17.9% - 平均構成人数 - 世帯: 2.24人 - 家族: 2.93人 | 収入と家計 - 収入の中央値 - 世帯: 30,353米ドル - 家族: 40,056米ドル - 性別 - 男性: 34,534米ドル - 女性: 21,951米ドル - 人口1人あたり収入: 17,476米ドル - 貧困線以下 - 対人口: 13.5% - 対家族数: 10.4% - 18歳未満: 16.5% - 65歳以上: 6.6% |

## 教育
アルピーナ市は、アルピーナ郡の残りやプレスクアイル郡の一部と共に、アルピーナ公共教育学区が公共教育を管轄している。アルピーナ公共教育学区は1963年にミシガン州では初の郡全体を見る教育学区として設立された。学区内には高校1校、ジュニア高校1校、オルタナティブ/成人高校1校、小学校6校が入っている。管轄範囲が620平方マイル (1,600 km2) あり、ロウアー半島では最大の教育学区である。
市内には私立学校が2校ある。オールセインツ・カトリック学校は市内にあるセントアンズ、セントバーナーズ、セントジョン・ザ・バプテスト、セントメアリー・オブ・イマキュレイト・コンセプションのローマ・カトリック教会4教区の系列であり、幼稚園前から8年生までの教育を行っている。イマヌエル・ルーテラン学校は、イマヌエル・ルーテラン教会に支援され、幼稚園前から8年生までの教育を行っている。
アルピーナ市内にはアルピーナ・コミュニティカレッジがある。2年制准学士コースのカレッジであり、スプリング・アーバー大学など州内の幾つかの高等教育機関と共同事業を行っている。このカレッジの中にはコンクリート技術世界センターが入っている。5クラスの教養課程を終えた学生のためにマスター・ブロックメイカーズ・デグリーなど、コンクリート技術の課程に世界から学生を集めている。

## 経済
アルピーナ地域の経済にとって観光業は重要な要素であるが、アルピーナとロジャーズシティは共に工業基地でもある。特にアルピーナはラファージュのセメント工場があり、コンクリート・ブロック製造機械のメーカーであるベッサー社や、デコラティブ・パネルズ・インターナショナルが所有するドライウォール・ボード製造施設もある。ロジャーズシティには世界最大級の石灰岩採石場があり、五大湖やラストベルト地域で製鉄に使われている。
アルピーナの主要なショッピングセンターはアルピーナ・モールであり、ロウアー半島北東部では唯一の屋内型ショッピングモールである。旗艦店としてJ.C.ペニーとゴードン・フード・サービスがはいり、約20の店舗がある。
アルピーナ市はアイスホッケーのアルピーナ・サンダーが本拠地にしている。

## 歴史標識
アルピーナ市内には公認の歴史標識7本が立っている。
- アルピーナ市役所
- アルピーナ郡庁舎
- ダニエル・カーター邸、アルピーナで最初の開拓者
- 第一コングリゲーション教会
- モナーク・ミル
- セントバーナード・カトリック教会
- 世界最大級のセメント工場

## メディア

### 印刷物
- 「アルピーナ・ニューズ」[29]、ロウアー半島北東部の大半をカバーする日刊紙
- 「デトロイト・フリー・プレス」と「デトロイト・ニューズ」の日刊も地域で購読できる

### ラジオ
アルピーナ市内では下記のラジオ局の放送を聴取できる。

#### AM
| コールサイン | 周波数  | 主なジャンル     | 所在地           |
| ------------ | ------- | ---------------- | ---------------- |
| WHAK         | 960 kHz | クラシックヒット | ロジャーズシティ |

#### FM
| コールサイン | 周波数          | 主なジャンル               | 所在地           |
| ------------ | --------------- | -------------------------- | ---------------- |
| WPHN         | 90.5 MHz        | 宗教                       | ゲイロード       |
| WCML         | 91.7 MHz        | 公共放送                   | アルピーナ       |
| WFDX         | 92.5 MHz        | クラシック・ポップヒット   | アトランタ       |
| WKJZ         | 94.9 MHz        | バラエティ・ヒット         | ヒルマン         |
| WATZ         | 99.3/96.7 MHz   | カントリー                 | アルピーナ       |
| WHAK         | 99.9 MHz        | オールディズ               | ロジャーズシティ |
| WWTH         | 100.7 MHz       | クラシック・ロック         | オスコダ         |
| WMJZ         | 101.5 MHz       | クラシック・ヒット         | ゲイロード       |
| WKJC         | 104.7 MHz       | カントリー                 | タワスシティ     |
| WGFM         | 105.1/103.7 MHz | ロック                     | シボイガン       |
| WZTK         | 105.7 MHz       | トーク/ニュース            | アルピーナ       |
| WOEZ         | 106.3/98.1 MHz  | アダルト・コンテンポラリー | シボイガン       |
| WHSB         | 107.7 MHz       | トップ 40                  | アルピーナ       |

### テレビ
アルピーナ市は、ニールセンの定義するメディア市場の中では、全米で3番目に小さなテレビ市場に属している（第208位）。
アルピーナ・テレビ市場にあるテレビ局は以下の通りである。
- チャンネル 11: WBKB-TV - (CBS、フォックス、ABCの番組を放送); 市場で唯一地元で編成する地上波テレビ局
- チャンネル 6: WCML-TV - (公共放送サービス) - マウントプレザントにあるWCMU-TVのサテライト局

ケーブルテレビ:
- ケーブル3: アルピーナ・コミュニティカレッジの教育テレビ
- ケーブル21: アルピーナ CW - (CWテレビジョンネットワーク)

北東ミシガンでは、北ミシガン・テレビ市場からの全国ネット放送や、モントリオールにある CBMT-DT からCBCテレビの番組を視聴できる。ケーブルテレビはチャーター・コミュニケーションズによって、アルピーナ市内や多くの外郭の町に提供されている。

## 地元の文化団体

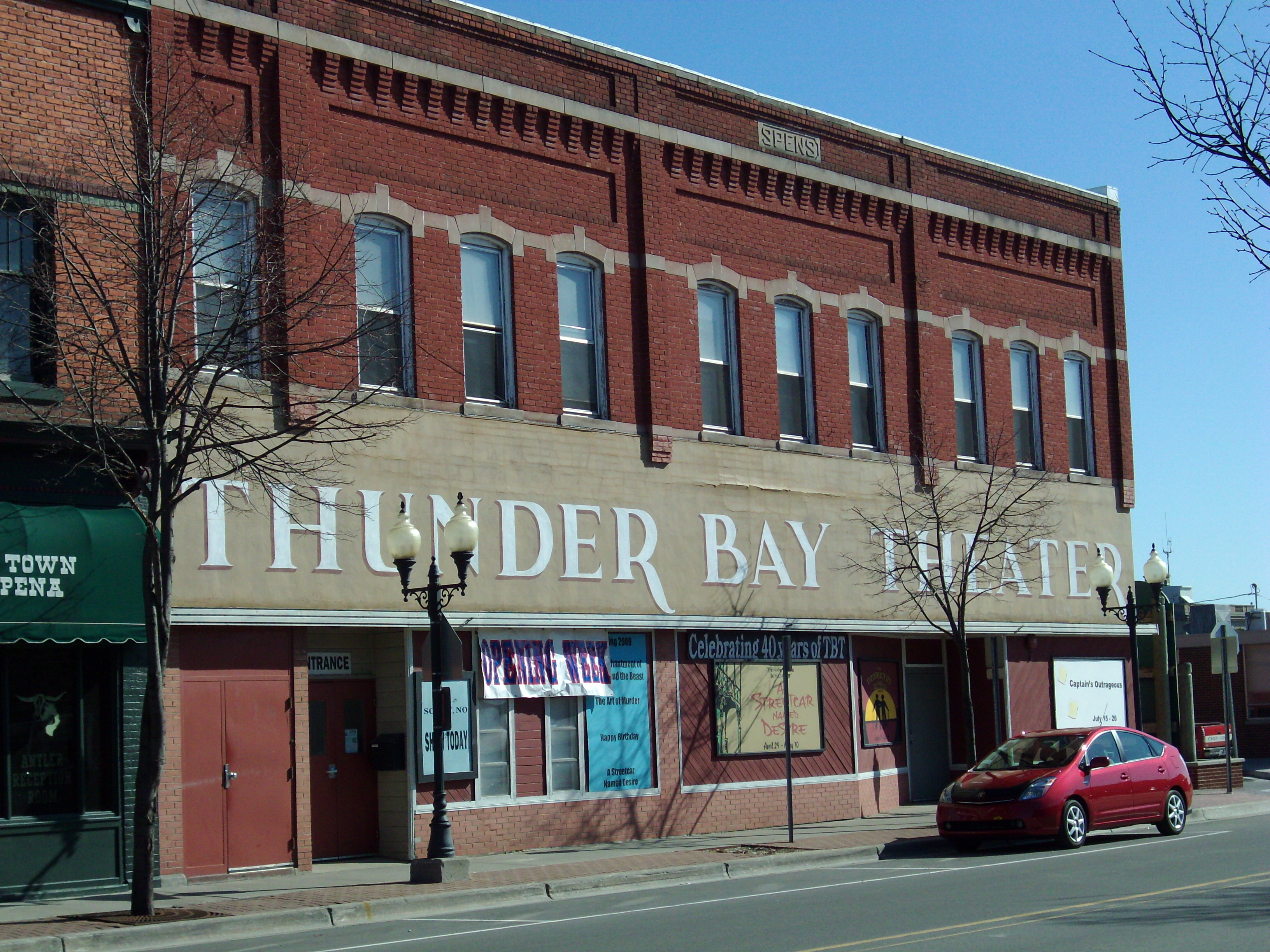
サンダー湾劇場

- サンダー湾劇団は北東ミシガンで唯一のプロ劇団であり、定期的に作品を上演している[30]
- アルピーナ・ヨットクラブが青年のセイリングについて指導と訓練を行っている

## 図書館、博物館、および目印
- アルピーナ郡図書館
- 北東ミシガン・ベッサー博物館とプラネタリウム[31]
- 五大湖水上遺産センター[32]、サンダー湾国定水上保護区[33]とも呼ばれる

## 著名な出身者
- レオン・チョルゴッシュ、無政府主義者、ウィリアム・マッキンリー大統領の暗殺犯、アルピーナで生まれた

## 大衆文化の中で
- 1991年の映画『星の流れる果て』（サリー・フィールドとアルフレッド・モリーナが主演）は、アルピーナに住んでいたベティ・マムーディが1984年にイランで経験した実話に基づいている。マムーディはその体験を『Not Without My Daughter』と題するノンフィクションで出版した
- 俳優ブルース・ウィリスと映画『ダイ・ハード2』の制作仲間が、アルピーナ地域空港を使って、映画のシーンを幾つか撮影した。この映画に必要な雪がこの空港では期待できるので選定されたが、雪の量が不足していたので人工雪が使われた。最初はデンバーのステープルトン国際空港が予定されたが、雪が無かった[34]
- テレビ番組『Home Improvement』シーズン5のエピソード『Twas The Flight Before Christmas』では、ティムとアルが、ビンフォード冬祭に出るためにアルピーナに飛行機で行く。しかし、2人は吹雪のためにアルピーナ空港で立ち往生してしまう